# 2004

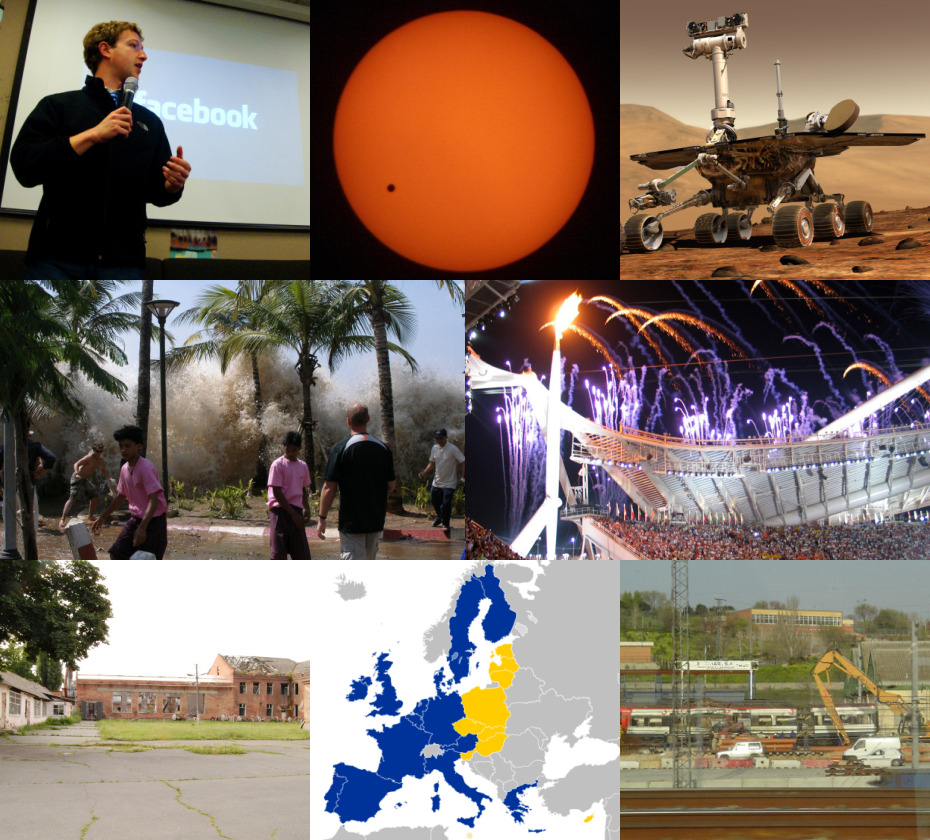
Từ bên trái, theo chiều kim đồng hồ: Facebook, ban đầu được gọi là TheFacebook, được đưa ra bởi Mark Zuckerberg; Sao Kim đi qua Mặt Trời vào năm 2004, lần đầu tiên xuất hiện kể từ năm 1882; NASA đã hạ cánh xe tự hành Opportunity lên sao Hỏa; Thế vận hội Mùa hè 2004 được tổ chức tại Athens; Al-Qaeda đánh bom nhiều chuyến tàu ở Madrid, giết chết 193 người; Liên minh châu Âu thêm 10 quốc gia thành viên mới; 333 người thiệt mạng trong vụ bao vây trường học Beslan do những người khủng bố ở Chechen tiến hành; một trận động đất cực lớn ở ngoài khơi bờ biển Sumatra và hậu quả là sóng thần đã giết chết hơn 227.000 người - trở thành một trong những thảm họa thiên nhiên tồi tệ nhất được ghi lại trong lịch sử.

2004 (MMIV) là một năm nhuận bắt đầu vào Thứ năm của lịch Gregory, năm thứ 2004 của Công nguyên hay của Anno Domini, năm thứ 4 của thiên niên kỷ 3 and thế kỷ 21, và năm thứ 5 của thập niên 2000.
2004 được chỉ định là Năm Quốc tế về Gạo (bởi Liên Hợp Quốc), Năm Quốc tế tưởng nhớ cuộc chống chế độ nô lệ và việc hủy bỏ nó (bởi UNESCO), và năm Giáp Thân trong lịch Trung Quốc.
Có 73 quốc gia tổ chức các cuộc bầu cử trong năm 2004.

## Sự kiện

### Tháng 1
- 2 tháng 1: Chuyến bay 604 của Flash Airlines hướng tới Cairo rơi xuống Biển Đỏ. Tất cả 148 người trên máy bay thiệt mạng, trong số đó 120 người là du khách Pháp.
- 27 tháng 1: Thủ tướng Tony Blair thắng khít khao cuộc "nổi loạn" của một số dân biểu thuộc Đảng Lao Động của chính ông trong cuộc bỏ phiếu về kế hoạch của chính phủ để tăng học phí bậc đại học.
- 28 tháng 1:
  - Chủ tịch Nhà nước Trung Quốc - Hồ Cẩm Đào, đến thăm Tòa Đô Chánh Paris, tiếp xúc với các ủy viên Hội Đồng Thành phố.
  - Các bộ trưởng và giới chức từ Á Châu, Hoa Kỳ, Liên Hiệp Âu Châu cùng các tổ chức quốc tế kết thúc một ngày họp tại Băng Cốc, đã đồng ý thành lập một hệ thống theo dõi thú y cấp vùng - rộng khắp Á Châu, để có thể đối phó được với sự lây lan của bệnh cúm gà, đã làm thiệt mạng ít nhất 8 người ở Việt Nam và hai người khác tại Thái Lan.
- 31 tháng 1:
  - Air France và British Airways hủy bỏ 5 chuyến bay sắp tới của Hoa Kỳ đến Washington, D.C. và Miami vì nghi ngờ Al-Qaida có âm mưu khủng bố các chuyến bay này.
  - Nhà lãnh đạo Cuba - Fidel Castro, cáo cuộc Tổng thống George W. Bush đang âm mưu cùng với những thủ lĩnh người Cuba lưu vong tại Miami để ám sát ông ta. Tuy nhiên, Fidel Castro nhấn mạnh rằng ông sẵn sàng chết nếu Hoa Kỳ mở cuộc xâm lăng vào Cuba.
  - Người sáng lập chương trình nguyên tử của Pakistan - Abdul Qadeer Khan, bị loại khỏi chức vụ cố vấn chính phủ sau quá cuộc điều tra về những lời tố cáo ông phổ biến vũ khí nguyên tử với mục đích tư lợi.

### Tháng 2
- 1 tháng 2:
  - Hàng chục ngàn người dân Đài Loan biểu tình chống việc Trung Quốc hướng các dàn phi đạn vào Đài Loan để biểu dương sự ủng hộ cho Tổng thống Trần Thủy Biển và kế hoạch trưng cầu dân ý về phòng thủ của đảo.
  - Đảng viên và các nhà làm luật thuộc đảng đối lập Hàn Quốc ngăn chận viên biện lý chính phủ bắt giữ một lãnh tụ đảng từng là phụ tá thân cận của cựu Tổng thống Hàn Quốc Kim Dae-jung.
  - Hai kẻ đánh bom tự sát đeo chất nổ trên người tấn công các văn phòng của hai đảng chính yếu của người Kurd hầu như đồng thời, giết ít nhất 56 người và khiến khoảng 240 người bị thương – đây là vụ tấn công đẫm máu nhất ở Iraq trong vòng 6 tháng. Một binh sĩ Mỹ bị giết và 12 người bị thương trong một vụ tấn công bằng tên lửa tại miền trung Iraq. Trong số những người bị thương có hai người ở trong tình trạng trầm trọng.
- 2 tháng 2:
  - Abdul Qadeer Khan thú nhận đã bán những tài liệu bí mật cho Iran, Libya và Cộng hòa Dân chủ Nhân dân Triều Tiên, nhưng chính quyền chưa quyết định về chuyện đưa đương sự ra tòa.
  - Một phụ nữ 58 tuổi ở Thái Lan và một thiếu niên ở Việt Nam đã chết sau khi bị nhiễm dịch cúm gia cầm, nâng tổng số lên đến 12 người thiệt mạng trong khi dịch cúm lan rộng khắp vùng Á Châu mà các khoa học gia lo sợ bệnh này có thể lây lan từ người sang người.
- 24 tháng 2: Động đất tại Maroc, 600 người chết.
- 29 tháng 2 – 7 tháng 3: Giải vô địch bóng đá bãi biển thế giới 2004 (BSWW) tổ chức tại Brasil và là lần tổ chức cuối cùng trước khi thay thế bằng phiên bản giải đấu của FIFA, đội tuyển bóng đá bãi biển quốc gia Brasil lần thứ 9 giành chức vô địch và là đội vô địch cuối cùng.

### Tháng 3
- 27 tháng 3: Binh lính Quân đội Pakistan kết thúc chiến dịch của họ sau khi đánh nhau với phiến quân ngoại quốc và các tay sai địa phương của chúng

### Tháng 4
- 4 tháng 4: Cuộc chiến Đầu tiên tại Fallujah bắt đầu.

### Tháng 6
- 1 tháng 6: Mùa bão Đại Tây Dương 2004 bắt đầu.

### Tháng 8
- 1 tháng 8: Cháy tại trung tâm mua sắm "Ycuá Bolaños" tại Asunción, Paraguay làm khoảng 350 người chết, 200 người bị thương
- 25 tháng 8: Microsoft phát hành Gói Dịch vụ 2 (Service Pack 2) cho Windows XP

### Tháng 9
- 19 tháng 9: Bão lốc "Jeanne" qua Haiti, chết hơn 1500 người

### Tháng 10
- 18 tháng 10: Fandom, dịch vụ hosting web, lưu trữ Wiki cho các trang wiki chính thức ra mắt.
- 20 tháng 10: Tai nạn tại mỏ than Đại Bình thuộc tỉnh Hà Nam của Cộng hòa Nhân dân Trung Hoa chết khoảng 150 công nhân

### Tháng 11
- 2 tháng 11: Bầu cử Hoa Kỳ năm 2004: Tổng thống đương nhiệm George W. Bush thắng Thượng nghị sĩ John Kerry. Đảng Cộng Hoà giành thắng trong cuộc bầu cử Thượng nghị viện và Hạ nghị viện.
- 10 – 27 tháng 11: Giải vô địch bóng đá nữ U-19 thế giới 2004 tổ chức tại Thái Lan, đội tuyển bóng đá U-20 nữ quốc gia Đức lần đầu tiên giành chức vô địch.
- 28 tháng 11: Tai nạn hầm mỏ gần Đồng Xuyên (Thiểm Tây, Cộng hòa Nhân dân Trung Hoa) chết 165 thợ mỏ.

### Tháng 12
- 2 tháng 12: Bão qua Philippines, khoảng 1000 người chết
- 14 tháng 12: Chiếc cầu cao nhất thế giới, cầu Millau bắc qua sông Tarn trong dãy núi Massif Central, Pháp được tổng thống Pháp Jacques Chirac cắt băng thông cầu.
- 26 tháng 12: Động đất lớn nhất trong 40 năm qua khởi nguồn từ Ấn Độ Dương vào tây bờ biển đảo Sumatra tại Indonesia, 9,3 độ Richter và tạo ra sóng thần khổng lồ cuốn bờ biển các nước Sri Lanka, Ấn Độ, Bangladesh, Maldives, Myanmar, Thái Lan, Malaysia và Indonesia. Ít nhất 290.000 người từ Nam Á đến tận Somalia tại Châu Phi bị tử vong.
- 31 tháng 12: 174 người chết cháy trong một câu lạc bộ tại Buenos Aires, 410 người bị thương.

## Sinh

### Tháng 1
- 18 tháng 1: Marie Teresa von Lattorff, con gái của Tatjana xứ Leichtenstein và Philipp của Lattorf
- 21 tháng 1: Vương tôn nữ Ingrid Alexandra của Na Uy, con gái của Thái tử Na Uy Haakon và Thái tử phi Mette-Marit của Na Uy
- 24 tháng 1: Rachel Gupta, Hoa hậu Siêu tài năng Thế giới 2022, Hoa hậu Hòa bình Ấn Độ 2024, Hoa hậu Hòa bình Quốc tế 2024

### Tháng 2
- 6 tháng 2: Vương tôn nữ Louise Sophie của Bỉ, con gái của Vương tử Laurent của Bỉ và Vương tức Claire của Bỉ

### Tháng 3
- 21 tháng 3: Claus-Casimir Bernhard Marius Max, Bá tước xứ Oranje-Nassau, con trai của Constantijn và Công nương Laurentien

### Tháng 5
- 25 tháng 5: Samuel Bernhard Louis, con trai của hoàng tử Bernhard van Oranien-Nassau, van Vollenhoven và công chúa Annette van Oranien-Nassau, van Vollenhoven, Sekréve

### Tháng 8
- 19 tháng 8: Nguyễn Đình Bắc, cầu thủ bóng đá người Việt Nam

### Tháng 9
- 17 tháng 9: Hoàng tử Odysseas-Kimon, con trai của thái tử Pavlos và công chúa Marie-Chantal của Hy Lạp

### Không rõ ngày, tháng
- Ping Chayada, nữ ca sĩ người Thái Lan (mất 2024)[1]

## Mất
Xem thêm những người mất năm 2004
- 23 tháng 1: Helmut Newton, nhiếp ảnh gia Đức (sinh 1920)
- 25 tháng 1: Miklós Fehér, cầu thủ người Hungary (sinh 1979)
- 29 tháng 1: O. W. Fischer, diễn viên Áo (sinh 1915)
- 8 tháng 2: Ivan Jaŭciejevič Paliakoŭ, nguyên thủ quốc gia Byelorussia Xô viết (sinh 1914).[2]
- 14 tháng 2: Marco Pantani, tay đua xe đạp Ý (sinh 1970)
- 24 tháng 2: Virtú Maragno, nhà soạn nhạc Argentina (sinh 1928)
- 29 tháng 2: Danny Ortiz, cầu thủ bóng đá (sinh 1976)
- 8 tháng 3: Abu Abbas, chính trị gia (sinh 1948)
- 22 tháng 3: Sheikh Ahmed Yassin, người sáng lập tổ chức Hamas, một tổ chức bán quân sự Hồi giáo Palestine,(sinh 1936)
- 28 tháng 3: Sir Peter Ustinov, đạo diễn phim Anh, diễn viên, nhà văn (sinh 1921)
- 30 tháng 3: Nữ hoàng Juliana của Hà Lan (sinh 1909)
- 17 tháng 4: Abd al-Aziz al-Rantisi, lãnh đạo Hamas (sinh 1947)
- 16 tháng 5: Marika Rökk, nữ ca sĩ Hungary, nữ diễn viên (sinh 1913)
- 29 tháng 5: Ivica Šerfezi, ca sĩ Nam Tư (sinh 1935)
- 3 tháng 6: Năm Cam, trùm tội phạm khét tiếng Việt Nam (sinh 1947)
- 5 tháng 6: Ronald Reagan, chính trị gia Mỹ, tổng thống (sinh 1911)
- 7 tháng 6: Manuel Rosenthal, người điều khiển dàn nhạc Pháp, nhà soạn nhạc (sinh 1904)
- 20 tháng 6: Hanns Cibulka, nhà văn Đức, nhà thơ trữ tình (sinh 1920)
- 1 tháng 7: Marlon Brando, diễn viên Mỹ (sinh 1924)
- 6 tháng 7: Thomas Klestil, tổng thống liên bang Áo (sinh 1932)
- 10 tháng 7: Inge Meysel, nữ diễn viên Đức (sinh 1910)
- 22 tháng 7: Bodo Hauser, nhà báo Đức (sinh 1946)
- 8 tháng 8: Fay Wray, nữ diễn viên (King Kong) (sinh 1907)
- 11 tháng 8: Wolfgang Mommsen, nhà sử học Đức (sinh 1930)
- 14 tháng 8: Czesław Miłosz, nhà văn, nhà thơ Ba Lan, giải Nobel văn học năm 1980 (s. 1911)
- 16 tháng 8: Ivan Hlinka, vận động viên khúc côn cầu trên băng Séc, huấn luyện viên (sinh 1950)
- 17 tháng 8: Gérard Souzay, nam ca sĩ Pháp (sinh 1918)
- 19 tháng 8: Günter Rexrodt, chính trị gia Đức, bộ trưởng Bộ Kinh tế, (sinh 1941)
- 14 tháng 9: Ove Sprogøe, diễn viên Đan Mạch (sinh 1919)
- 4 tháng 10: Janet Leigh, nữ diễn viên Mỹ, (sinh 1927)
- 10 tháng 10: Christopher Reeve, diễn viên Mỹ (sinh 1952)
- 11 tháng 10: Reinhard Hesse, nhà báo Đức (sinh 1956)
- 9 tháng 11: Eiji Morioka, võ sĩ quyền Anh Nhật Bản (sinh 1946)
- 11 tháng 11: Jassir Arafat, tổng thống Palestine (sinh 1929)
- 12 tháng 12: Herbert Dreilich, nam ca sĩ Đức (sinh 1942)
- 21 tháng 12: Roland Ploeger, nhà soạn nhạc Đức (sinh 1928)
- 23 tháng 12: Rainer Bertram, đạo diễn phim Đức, diễn viên, nam ca sĩ (sinh 1932)
- 28 tháng 12: Đỗ Quang, nhạc sĩ người Việt Nam (sinh 1971)

## Giải Nobel
- Vật lý:
  - David Gross, H. David Politzer và Frank Wilczek
- Hoá học:
  - Aaron Ciechanover, Avram Hershko
- Y học:
  - Linda B. Buck và Richard Axel
- Văn học:
  - Elfriede Jelinek
- Hoà bình:
  - Wangari Maathai
- Kinh tế: 
  - Finn E. Kydland, Edward C. Prescott